# Lekkoatletyka na Letnich Igrzyskach Olimpijskich 1948 – skok wzwyż kobiet
Skok wzwyż kobiet – był jedną z konkurencji lekkoatletycznych rozgrywanych podczas igrzysk olimpijskich w Londynie. Zawody odbyły się w dniu 7 sierpnia 1948 roku na stadionie Empire Stadium. Wystartowało 19 zawodniczek z 10 krajów.

## Rekordy
Tabela uwzględnia rekordy uzyskane przed rozpoczęciem rywalizacji.
|                   | Zawodniczka                                                         | Wynik  | Miejsce     | Data            |
| ----------------- | ------------------------------------------------------------------- | ------ | ----------- | --------------- |
| Rekord świata     | Holandia Fanny Blankers-Koen                                        | 1,71 m | Amsterdam   | 30 maja 1943    |
| Rekord olimpijski | Stany Zjednoczone Jean Shiley · Stany Zjednoczone Mildred Didrikson | 1,65 m | Los Angeles | 7 sierpnia 1932 |

## Terminarz
| Data            | Godzina |        |
| --------------- | ------- | ------ |
| 7 sierpnia 1948 | 15:35   | Finały |

## Wyniki
Rozegrano tylko serię finałową.
| Pozycja | Zawodniczka             | Kraj              | 1,61 m | 1,64 m | 1,66 m | 1,68 m | 1,70 m | Wynik | Uwagi |
| ------- | ----------------------- | ----------------- | ------ | ------ | ------ | ------ | ------ | ----- | ----- |
| 1.      | Alice Coachman          | Stany Zjednoczone | o      | xo     | xo     | o      | xxx    | 1,68  | OR    |
| 2.      | Dorothy Tyler           | Wielka Brytania   | o      | xxo    | o      | xo     | xxx    | 1,68  | OR    |
| 3.      | Micheline Ostermeyer    | Francja           | xo     | xxx    |        |        |        | 1,61  |       |
| 4.      | Vinton Beckett          | Jamajka           |        |        |        |        |        | 1,58  |       |
| 4.      | Doreen Dredge           | Kanada            |        |        |        |        |        | 1,58  |       |
| 6.      | Bertha Crowther         | Wielka Brytania   |        |        |        |        |        | 1,58  |       |
| 7.      | Ilse Steinegger         | Austria           |        |        |        |        |        | 1,58  |       |
| 8.      | Dora Gardner            | Wielka Brytania   |        |        |        |        |        | 1,55  |       |
| 9.      | Anne Iversen            | Dania             |        |        |        |        |        | 1,50  |       |
| 9.      | Simone Ruas             | Francja           |        |        |        |        |        | 1,50  |       |
| 11.     | Carmen Phipps           | Jamajka           |        |        |        |        |        | 1,50  |       |
| 11.     | Bernice Robinson        | Stany Zjednoczone |        |        |        |        |        | 1,50  |       |
| 11.     | Shirley Gordon Olafsson | Kanada            |        |        |        |        |        | 1,50  |       |
| 14.     | Anne-Marie Colchen      | Francja           |        |        |        |        |        | 1,40  |       |
| 14.     | Emma Reed               | Stany Zjednoczone |        |        |        |        |        | 1,40  |       |
| 14.     | Triny Bourkel           | Luksemburg        |        |        |        |        |        | 1,40  |       |
| 17.     | Elizabeth Müller        | Brazylia          |        |        |        |        |        | 1,40  |       |
| 17.     | Olga Gyarmati           | Węgry             |        |        |        |        |        | 1,40  |       |
| 19.     | Elaine Silburn          | Kanada            |        |        |        |        |        | 1,40  |       |